# Чары (посёлок)
Чары — посёлок в Серовском районе Свердловской области России. Входит в Сосьвинский муниципальный округ.

## Географическое положение
Посёлок Чары расположен в 27 километрах к востоко-юго-востоку от посёлка Сосьва и в 113 километрах к юго-востоку от города Серова, в истоке реки Чарах (левый приток реки Калинки, бассейн Сосьвы).

## Инфраструктура
В посёлке расположено учреждение АБ-239/1 ГУИН.

## Население
| 2002 | 2010 |
| ---- | ---- |
| 3    | ↘0   |